# Cratere Ramon
Makhtesh Ramon (in ebraico: מכתש רמון; lit. Cratere Ramon; arabo: وادي الرمان) è una caratteristica geologica del deserto del Negev di Israele. Ha una lunghezza di 40 km e una larghezza di 2–10 km.
Situato al culmine del monte Negev, circa 85 km a sud della città di Beersheba, ha una profondità di 500 metri ed ha la forma di cuore allungato. 
L'unico insediamento umano nella zona è la cittadina di Mitzpe Ramon (מצפה רמון, "Ramon Punto panoramico") che si trova sul bordo settentrionale del cratere. Oggi il cratere e l'area circostante costituisce il più grande parco nazionale di Israele, la riserva naturale di Ramon.

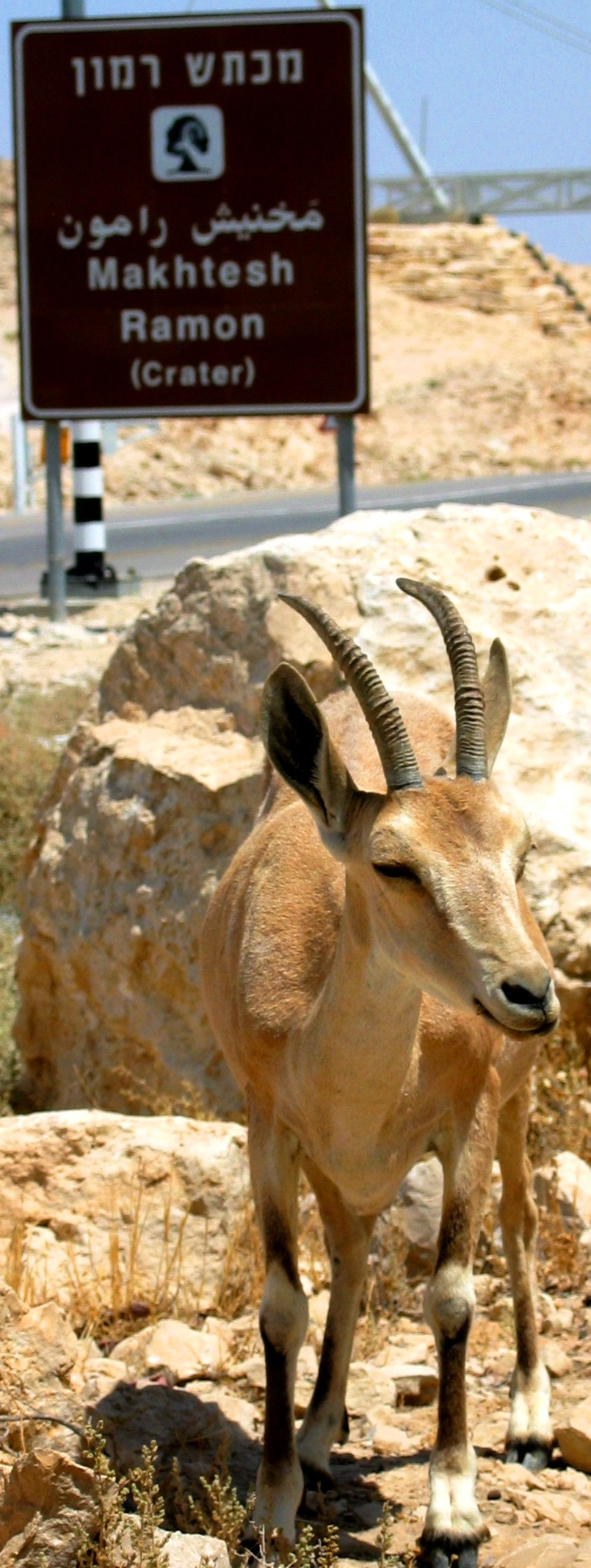
Uno stambecco all'ingresso del cratere Ramon.

## Formazione
Centinaia di milioni di anni fa, il deserto del Negev era coperto da un oceano. Lentamente, questo è cominciato a retrocedere verso nord lasciando dietro una collina a forma di gobba. La gobba è stata lentamente schiacciata dall'acqua e dalle forze atmosferiche. Il fondo del cratere ha continuato a sprofondare a un ritmo molto più veloce rispetto alle pareti circostanti, che gradualmente aumentano in altezza. 
Oggi, il cratere è a 500 metri di profondità con il punto più profondo in Ein Saharonim dove risiede anche l'unica fonte d'acqua naturale, che sostiene gran parte della fauna selvatica tra i quali l'asino selvatico asiatico e lo stambecco della Nubia.

## Geologia
Il cratere Ramon contiene una varietà di rocce, tra cui colline argillose note per i loro fantastici colori rossi e gialli e le forme. Montagne impressionanti ai confini del cratere - monte Ramon a sud, monte Ardon all'estremità nord-orientale, e due montagne - monte Marpek e monte Katum lungo la parete sud. 
Le colline a zona nord-est del cratere una volta erano interamente ricoperte di fossili di ammoniti a spirale, che vanno dalla dimensione delle lumache a quella di ruote del trattore, anche se questi sono stati estratti si possono ancora trovare i fossili più piccoli.
Giv'at Ga'ash una collina nera nel nord del cratere era una volta un vulcano attivo la cui lava si è raffreddata divenendo basalto. Calcare coperto da basalto si può trovare anche in piccole colline nere nella parte meridionale del cratere.
Shen Ramon il "Dente di Ramon" è una roccia fatta di magma indurito sotto terra. In seguito la roccia è emersa dalle crepe sulla superficie della Terra, e oggi si trova in netto contrasto con la vicina al muro meridionale del cratere, come una roccia tagliente.
Nel centro del cratere c'è Ha-Minsara "La Falegnameria", una bassa collina costituita da rocce prismatiche poligonali, ed è interessante notare che i tubi rettangolari sul lato della collina sono fatti dello stesso tipo di sabbia che si trovano sulle spiagge.

## Storia
Le rovine di una grande struttura in pietra preistorica conosciuto come Khan Saharonim si trova nel cratere, così come si trova l'antica Via dell'Incenso, una via commerciale utilizzata dai Nabatei 2000 anni fa. Queste rovine hanno funzionato come tappa per i commercianti ed i loro animali che procedevano verso ovest verso la città portuale di Gaza.
Delle rovine di un insediamento nabateo e del cratere Ramon parla il romanzo Il tunnel di Abraham Yehoshua (2018).

## Galleria d'immagini

Vista area del cratere
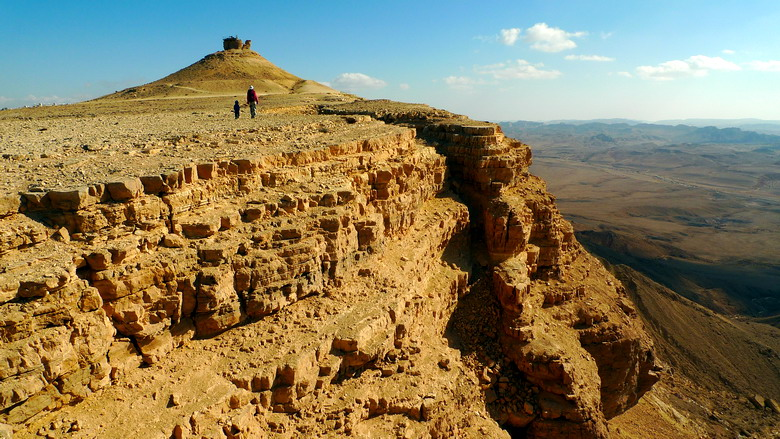
La costa
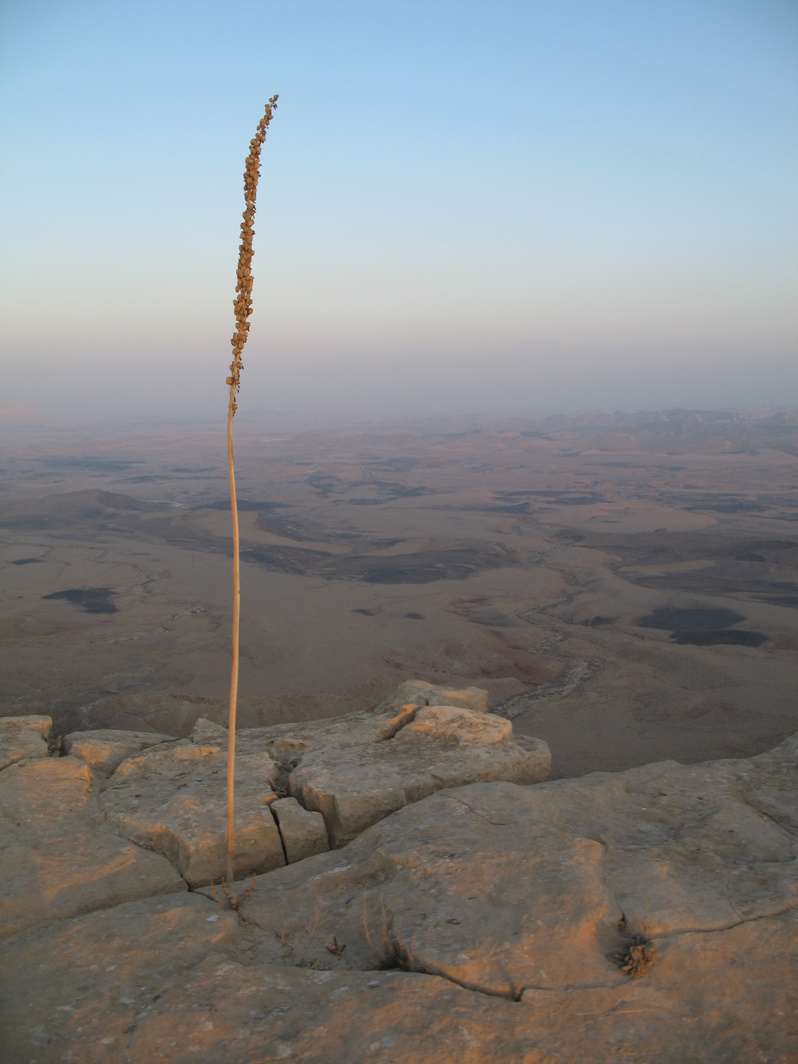
Bordo nord del cratere
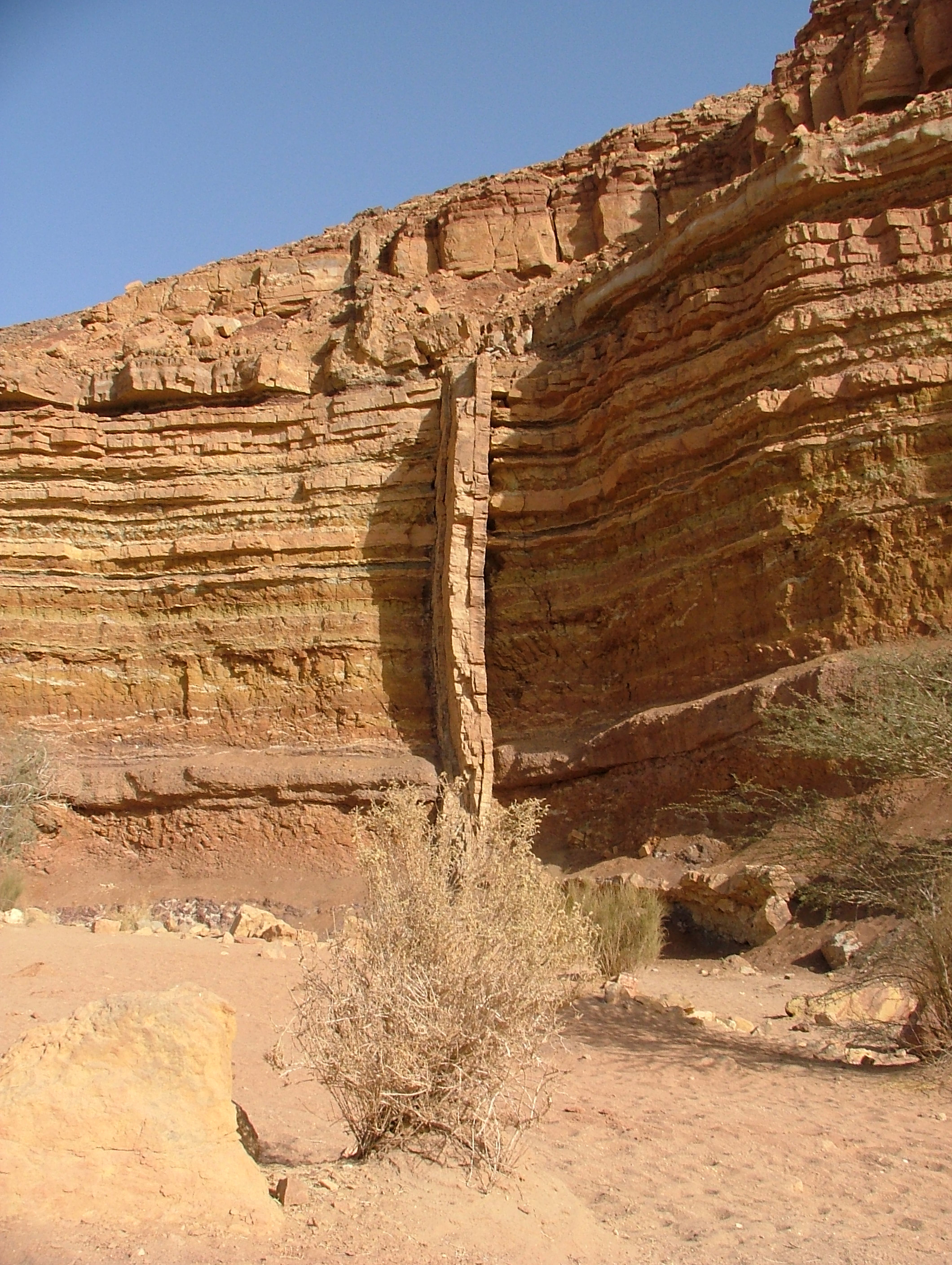
Formazione rocciosa
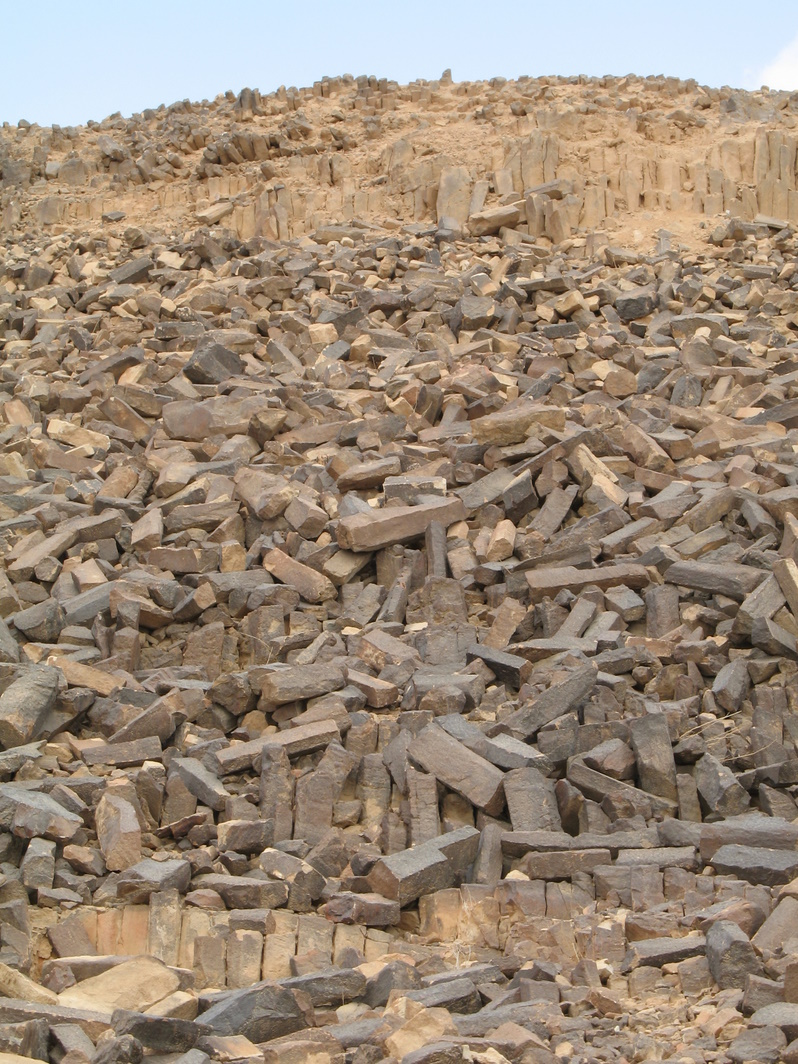
Ha-Minsara
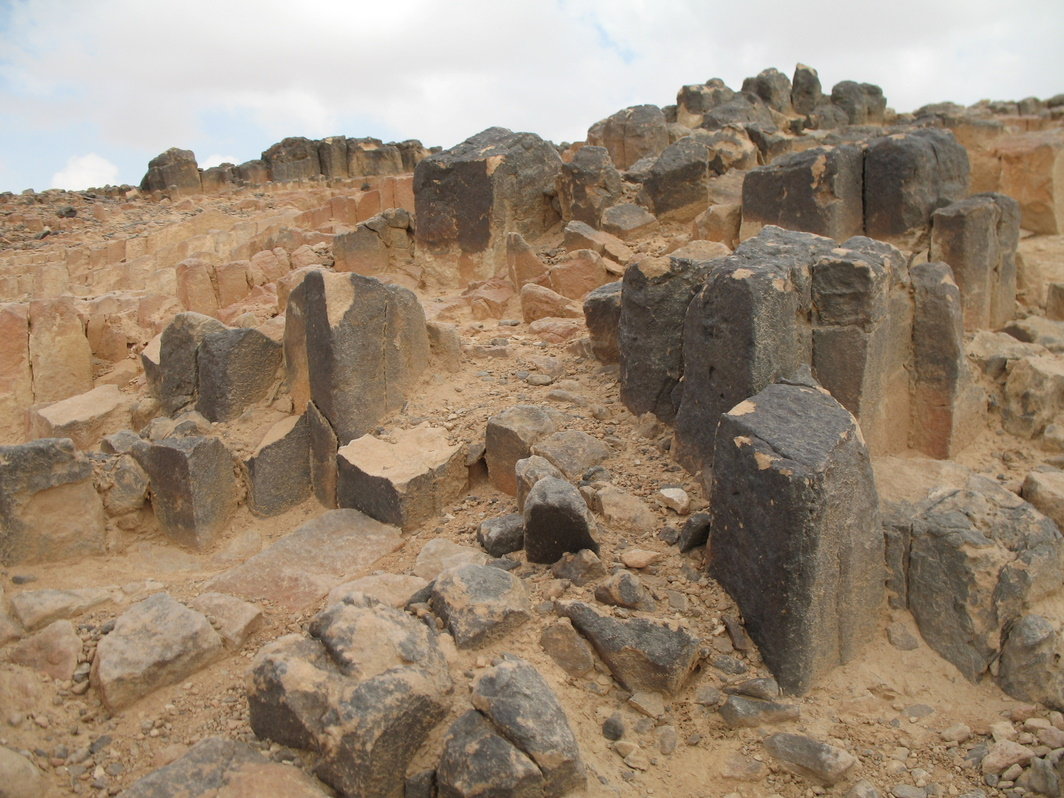
Prismi rettangolare ed esagonali al centro del cratere – Ha-Minsara
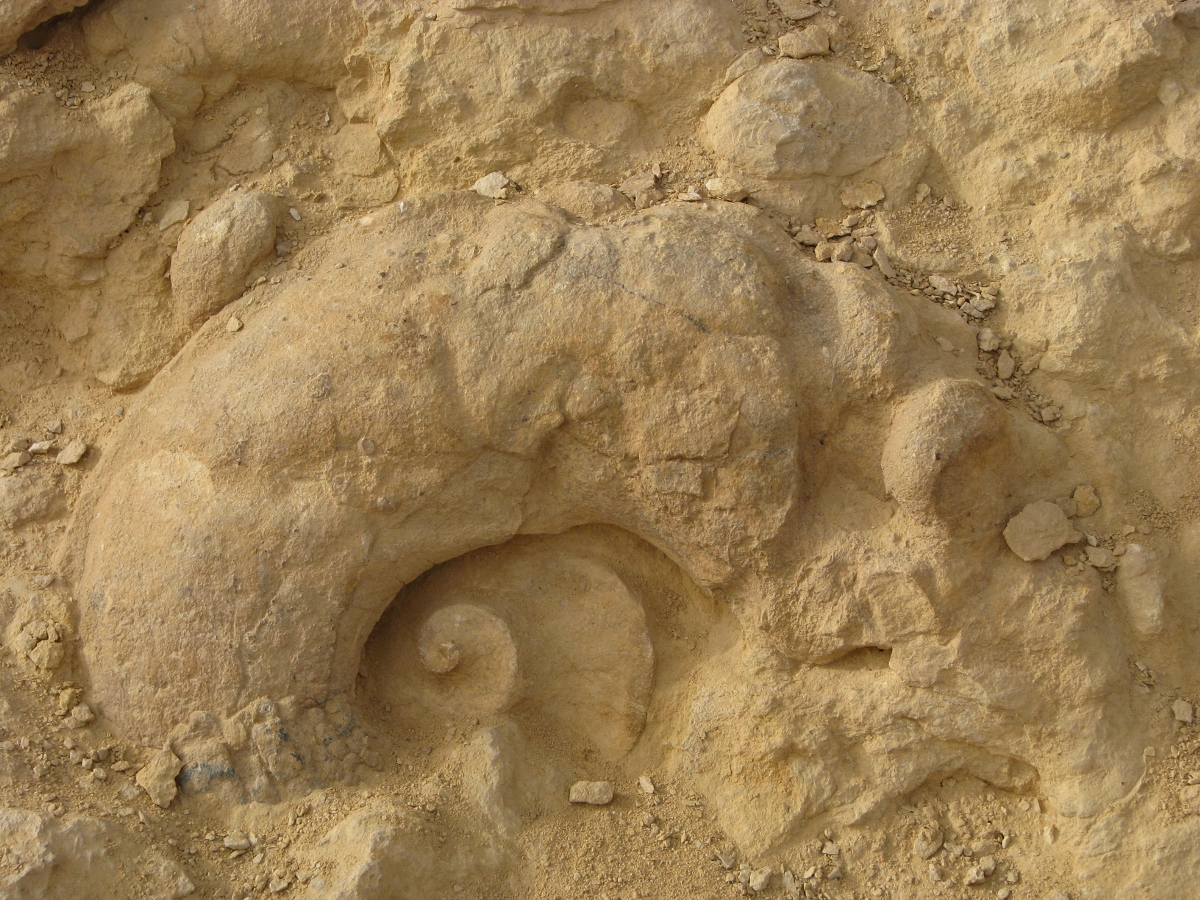
Un'ammonite sul muro delle Ammonite
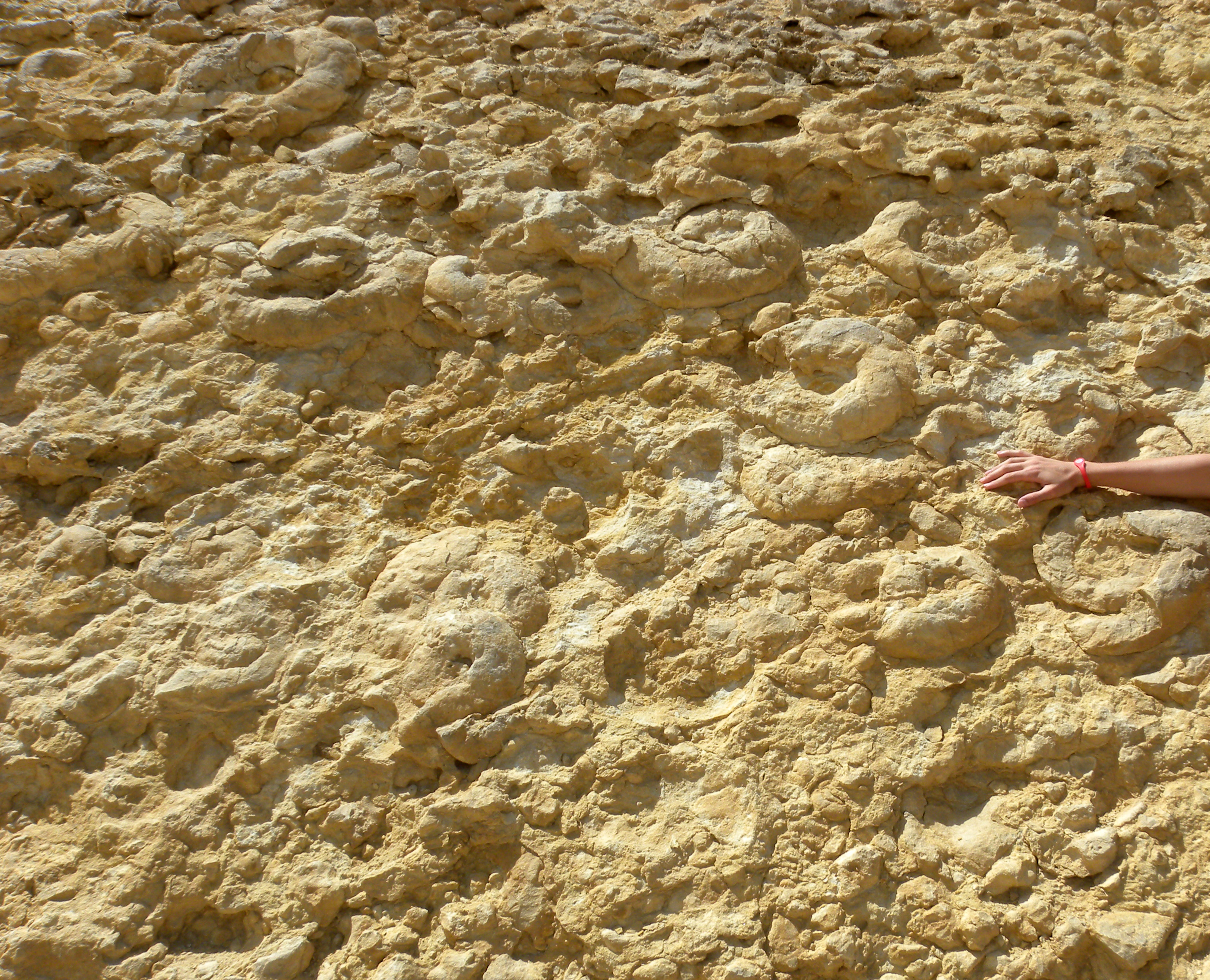
Muro delle Ammoniti
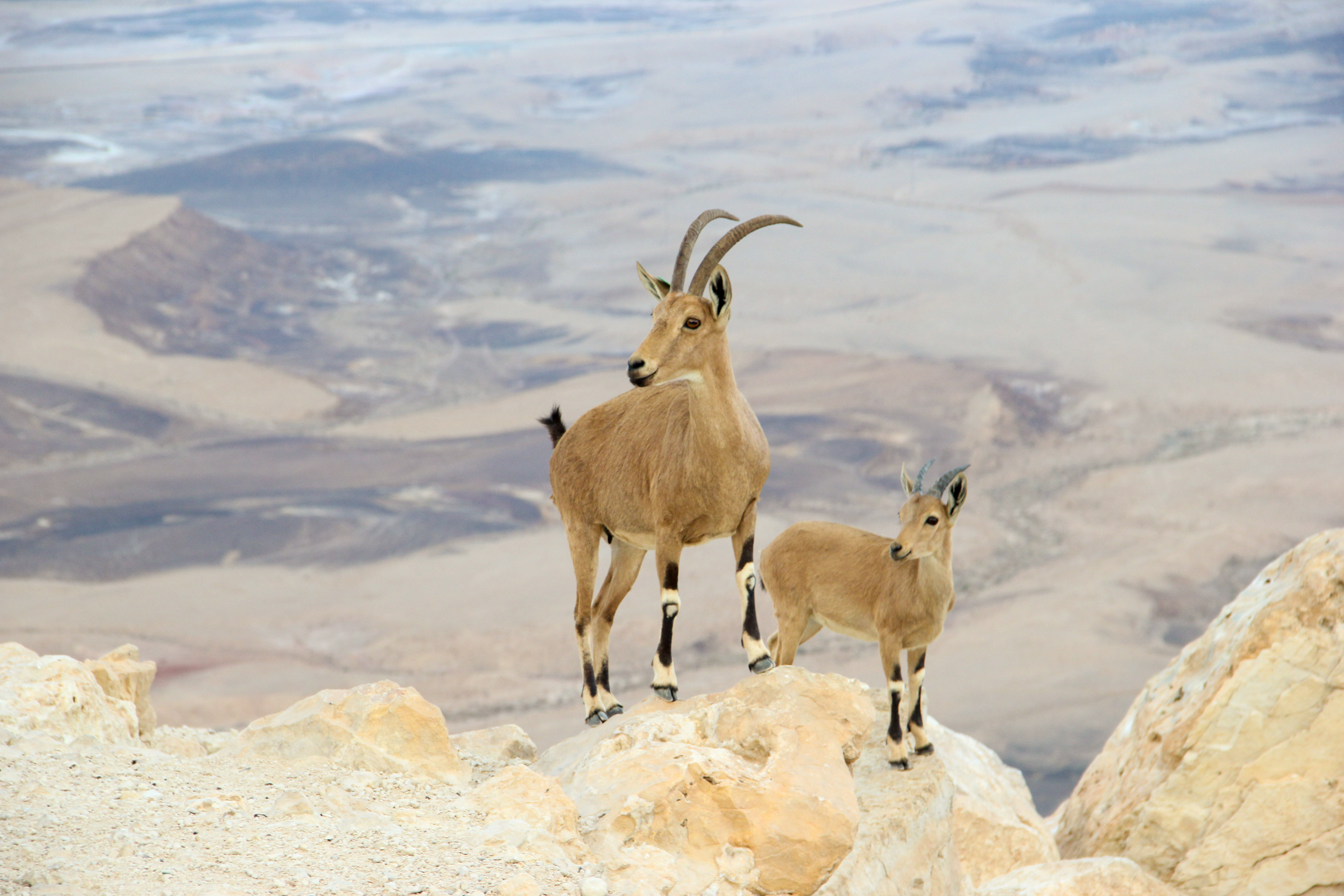
Stambecchi della Nubia
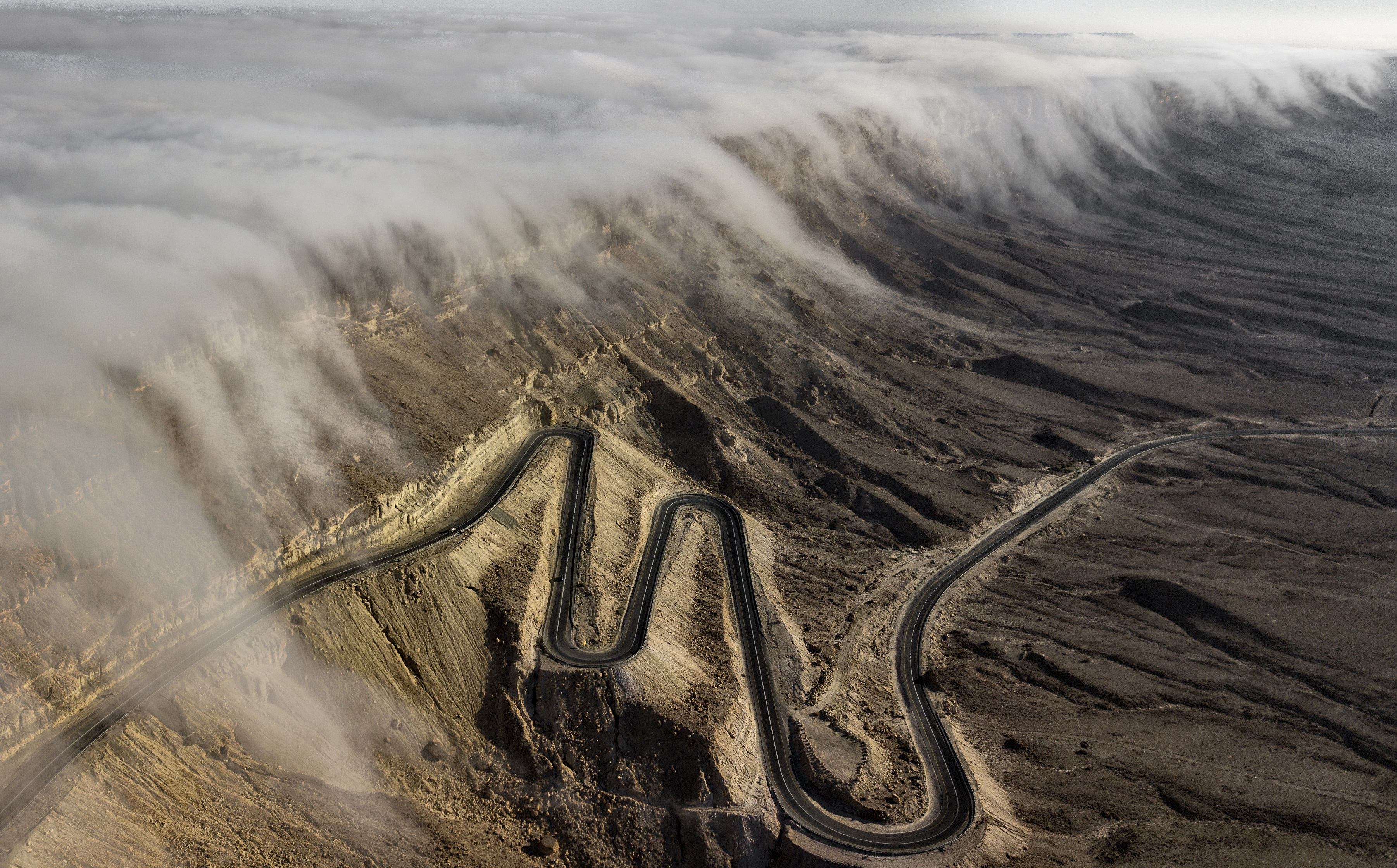
Vista aerea.